# Isadore Twersky
Pour les articles homonymes, voir Twerski.
Isadore Twersky (Isaac Asher Twersky) (né le 9 octobre 1930, à Boston (Massachusetts) et mort le 12 octobre 1997, à Boston (Massachusetts)) est un rabbin hassidique américain (Tolna Rebbe), professeur à l'université Harvard. Il est titulaire de la Chaire Nathan Littauer Professor of Hebrew Literature and Philosophy. Il est le gendre du rabbin Joseph B. Soloveitchik et le beau-frère du rabbin Aharon Lichtenstein.

## Biographie
Isadore Twersky,,, est né le 9 octobre 1930, à Boston (Massachusetts). Il est le fils du rabbin hassidique Meshulem Zusia Twersky de Tolna (né en 1891 à Tolna et mort le 10 mai 1972 à Boston (Massachusetts) et de Rivka Twersky de Tolna. Il a 2 frères : Menachum Nachum (Norman) Twersky et Moshe Tzvi Twersky.
Il épouse Atarah Soloveitchik, la fille du rabbin Joseph B. Soloveitchik. Ils ont 2 fils : Mosheh Twersky et Mayer Twersky et une fille, Tzipporah Rosenblatt.
Son fils aîné,  Moshe Twersky, est né le 2 septembre 1955 à Boston et est assassiné le 18 novembre 2014 à Jérusalem en Israël, lors d'une attaque terroriste,.
Son deuxième fils, Mayer Twersky, est né le 17 octobre 1960 à Boston.

## Œuvres
- (en) Isadore Twersky. Rabad of Posquières. A Twelfth- Century Talmudist, Cambridge, Harvard University Press, (Harvard Semitic Series, vol. XVIII), 1962, 336 p.
- (en) Isadore Twersky, « Harry Austryn Wolfson, 1887–1974 », Journal of the American Oriental Society, vol. 95, no 2,‎ 1975, p. 181–183 (DOI 10.2307/600314).
- (en) Isadore Twersky, Introduction to the Code of Maimonides (Mishneh Torah).  New Haven et Londres: Yale University Press, 1980

## Honneurs
- Fellow Fondation John-Simon-Guggenheim, 1989[12]